# アルドーレ
アルドーレ（イタリア語: Ardore）は、イタリア共和国カラブリア州レッジョ・カラブリア県にある、人口約5,100人の基礎自治体（コムーネ）。

## 地理

### 位置・広がり

#### 隣接コムーネ
隣接するコムーネは以下の通り。
- ベネスターレ
- ボヴァリーノ
- チミナ
- プラティ
- サンティラーリオ・デッロ・イオーニオ